# Gordon Clapp
Gordon Clapp (North Conway (New Hampshire), 24 september 1948) is een Amerikaans acteur. Hij speelde onder meer Detective Greg Medavoy in 225 afleveringen van de politieserie NYPD Blue. Hiervoor kreeg hij in 1998 een Emmy Award, waarvoor hij in 1994 al eens werd genomineerd. Samen met de gehele cast won hij in 1995 ook een Screen Actors Guild Award.
Clapp maakte in 1979 zijn film- en acteerdebuut als Kenny in het Canadese sportdrama Running, over een marathonloper die naar de Olympische Spelen wil. Sindsdien speelde hij in meer dan twintig andere films, meer dan veertig inclusief televisiefilms.
Clapp trouwde in 1986 met Deborah Taylor, met wie hij in 1988 zoon William kreeg. Hun huwelijk liep in 1999 stuk.

## Filmografie
*Exclusief 20+ televisiefilms
| - Falling Up (2009) - The Funk Parlor (2009) - The Game Plan (2007) - Drive Thru (2007, stem) - Flags of Our Fathers (2006) - Trailer Talk (2006) - Flatbush (2005) - The Sure Hand of God (2004) - Fast Cars & Babies (2003) - Moonlight Mile (2002) - Sunshine State (2002) - Skeletons in the Closet (2001) | - Rules of Engagement (2000) - Might as Well Live (2000) - The Rage: Carrie 2 (1999) - Splendor Falls (1999) - April One (1993) - Gross Anatomy (1989) - Termini Station (1989) - Eight Men Out (1988) - Matewan (1987) - Return of the Secaucus Seven (1980) - Running (1979) |

## Televisieseries
*Exclusief eenmalige gastrollen
- Deadwood - Gustave - The Tailor (2005-2006, twee afleveringen)
- NYPD Blue - Det. Greg Medavoy (1993-2005, 225 afleveringen)
- Street Legal - James Brackit (1992, twee afleveringen)
- Knightwatch - Daniels (1989, twee afleveringen)
- Mare of Easttown - Pat Ross (2021, twee afleveringen)

- Biblioteca Nacional de España: XX1792137
- International Standard Name Identifier: 0000 0000 7826 8390
- Library of Congress Control Number: no2003054998
- SNAC: w66136k8
- Virtual International Authority File: 87583176
- WorldCat: E39PBJmdrqVkbtbDbfD7xRRVG3